# Broń antysatelitarna

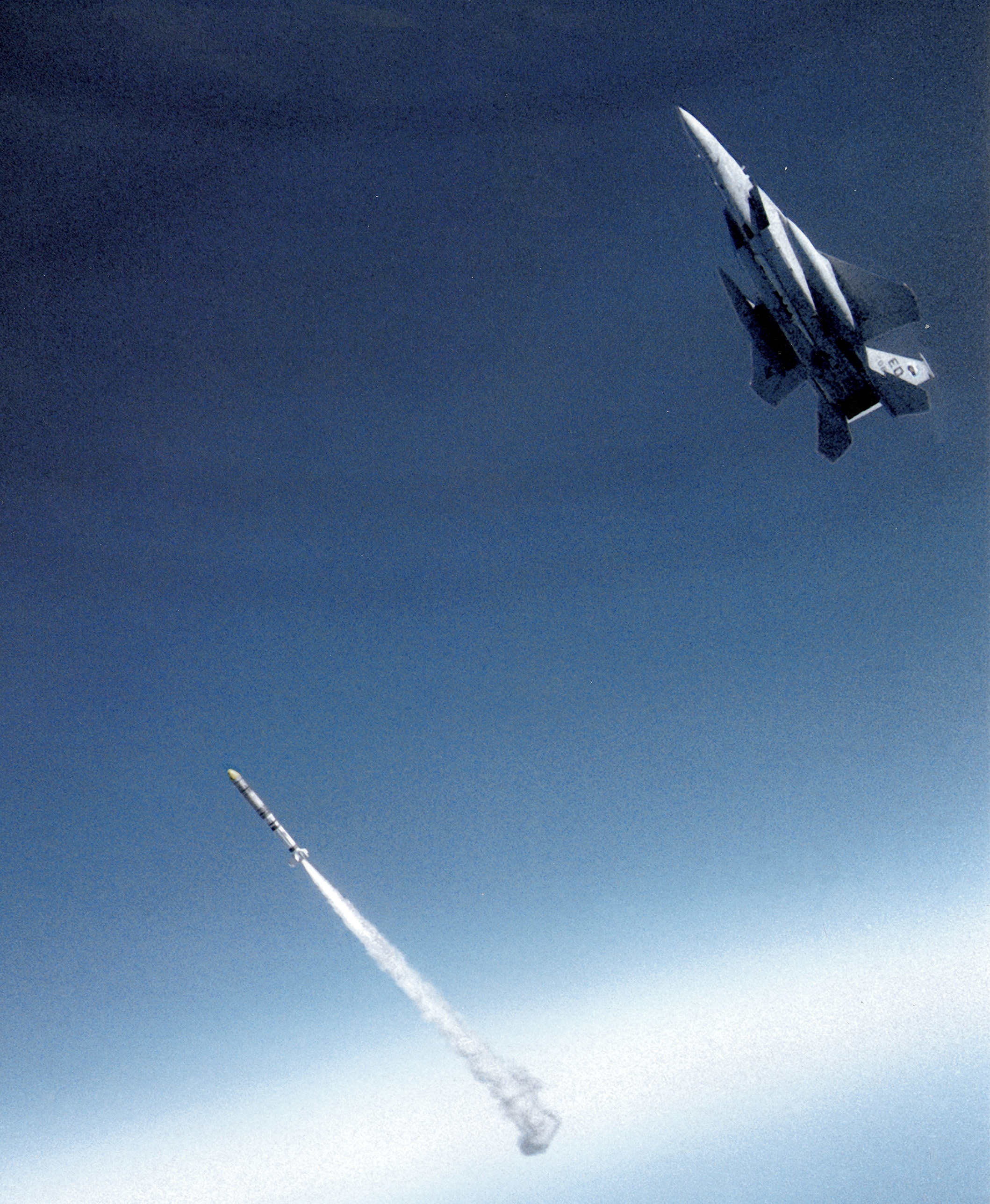
Odpalenie pocisku ASAT użytego do zniszczenia satelity P78-1

Broń antysatelitarna – ASAT (Anti-satellite weapon), broń służąca do zwalczania (uszkadzania, bądź niszczenia) obiektów przeciwnika rozmieszczonych w kosmosie – zwłaszcza sztucznych satelitów.
Wyróżnia się dwa podstawowe rodzaje broni antysatelitarnej:
- DA-ASAT (ang. direct ascent ASAT) – pociski rakietowe bezpośrednio rażące cel, energią kinetyczną lub wybuchem,
- CO-ASAT (ang. co-orbital ASAT) – pociski lub satelity z napędem „doganiające” cel na orbicie, np. satelity-kamikadze, satelity-drony, satelity inspekcyjne.

W ZSRR jako pierwszy nad bronią ASAT (CO-ASAT) pracował Siergiej Korolow. Rozwój takiej broni był bowiem powiązany z rozwojem pocisków balistycznych i rakiet kosmicznych (nośnik) oraz broni przeciwbalistycznej (ABM). Z uwagi na wówczas bardzo ograniczone możliwości czujników (optycznych, podczerwonych, radarowych) i komputerów, najczęściej jako efektor broni rozważano głowice jądrowe. Ich moc gwarantowała zniszczenie nadlatujących pocisków lub satelitów przeciwnika. Testy potwierdzające radzieckie założenia ABM i ASAT przeprowadzono w latach 1961–1962 na poligonie Saryszagan. Prób z głowicami o mocy 1,2 kt i 300 kt dokonano na wysokościach 150–300 km. Podobne testy USA przeprowadziło w roku 1958 i 1962. Doprowadziły one do zawarcia w 1963 roku układu zakazującego testów broni jądrowych pod wodą, w atmosferze i w kosmosie, oraz układu zakazującego rozmieszczania w kosmosie broni masowego rażenia. Postęp naukowy-techniczny pozwolił zaś na rozwój kinetycznych broni ASAT i ABM.

## ZSRR
W ZSRR pierwszy projekt broni ASAT został zatwierdzony w 1961, którym zajęło się OKB-52 Władimira Czełomieja. Zaproponował on satelitę-kamikadze z własnym napędem i odłamkową głowicą bojową, z wykorzystaniem rakiety UR-200/8K81. Budowa rakiety nośnej opóźniała się, stąd wysiłki przerzucono na koncepcję CO-ASAT w postaci pojazdu Polot 1, na rakiecie Polot 11A59 (uproszczonym Woschodzie). Misje pojazdów Polot 1 i 2 powiodły się, co dowiodło możliwości manewrowania pojazdem kosmicznym w celu zbliżania się do innych satelitów. Amerykanie trafnie rozpoznali przeznaczenie pojazdów, mimo zapewnień Sowietów o cywilnym charakterze misji.

### IS, Polius, Nariad
Po zmianie władzy w ZSRR projekt przeniesiono do CNII Kometa i NPO Maszynostrojenie. Powstał tam Istriebitiel Sputników („myśliwiec satelitów”; oznaczenia: IS, IS-A, 14F10, 5W91) – podobny do Polota, ale mniejszy pojazd z dwoma głowicami bojowymi zdolnymi do niszczenia satelitów w promieniu 50 metrów. Stał się on pierwszym w historii systemem broni antysatelitarnej wdrożonym do służby bojowej. W celu wspomagania naprowadzania zbudowano dwie stacje radarowe typu Dniestr-Dniepr, a centrum dowodzenia znajdowało się w Nogińsku. Zbudowano dla nich przynajmniej 20 satelitów-celów I2M i Tulipan-Lira. IS funkcjonował w 3 kolejnych wersjach do 1993 roku (18 zestawów operacyjnych rozmieszczonych w Bajkonurze). W latach 1967–1971 w pierwszej wersji IS-A, następnie IS-M, a potem IS-MU.
Mimo ogłoszenia przez Jurija Andropowa moratorium na testy broni ASAT, ZSRR nie przerwało prac nad nią. Co najmniej od 1978 roku NPO Salut prowadziło projekt Nariad-W (75P6) z rakietą Rokot, który po rozpadzie ZSRR został wykorzystany jako cywilny człon ucieczkowy Briz-K (14F11/14S12). Jako infrastrukturę naziemną planowano w całości wykorzystać część naziemną systemu IS. Z uwagi na sytuację gospodarczą ZSRR odbyły się jedynie trzy loty Nariada (1990, 1991, 1994), o którym informacje nadal są ograniczone. W 2009 roku pojawiły się informacje o możliwym wznowieniu prac nad Nariadem (oznaczane jako WN i WR).

### Stacje bojowe
Gdy w 1983 roku Ronald Reagan zapowiedział program SDI, ZSRR z jednej strony odpowiedziało dyplomatycznymi staraniami o zakaz militaryzacji kosmosu, a z drugiej strony Andropow i Czernienko zwiększyli finansowanie projektów karabinów Szczit, które to mogłyby zostać użyte na stacjach orbitalnych Salut/Ałmaz. W 1985 Kreml zatwierdził środki na programy 17F111 Kaskad i 17F19 Skif (priorytetowy). Dla obu rakietą nośną miała zostać Energia. Lżejszy Kaskad miał być statkiem o dużych możliwościach manewrowych uzbrojonym w 10 pocisków ASAT. Skif miał być złożoną, 100-tonową konstrukcją o przeznaczeniu ASAT/ABM, opartą na elementach stacji Mir i TKS, uzbrojony w wyrzutnie min kosmicznych, laser i karabin maszynowy. Pełnoskalowa makieta Skif-DM była przedstawiana jako prototyp cywilnej stacji Polius (17F19DM). Osiemdziesięciotonowy model wyniesiono 15 maja 1987 roku, ale cała misja zakończyła się fiaskiem i utratą stacji. Program Skif/Polius został kilka miesięcy później anulowany przez nieprzychylnemu mu Gorbaczowa.

### 30P6 Kontakt
Również w połowie lat 80. XX wieku ZSRR pracował nad pociskiem powietrze-kosmos. Inspiracją były tu najpewniej ujawniane już od 1977 roku informacje o pracach nad amerykańskim pociskiem takiej klasy ALMV/ASM-135. Został on pomyślnie przetestowany w 1985 roku (niszcząc satelitą Solwind). W 1983 biura konstrukcyjne Ałmaz, Wympieł i Fakieł otrzymały zlecenie na podobny pocisk (rakieta 79M6, system 30P6 Kontakt) dla zmodyfikowanego myśliwca MiG-31D. Według informacji rosyjskich doszło tylko do jednego testu pocisku Kontakt w lipcu 1991 roku. Próba jego komercjalizacji jako rakiety nośnej nie udała się. W 2013 i 2017 roku w mediach rosyjskich pojawiły się informacje o pracach nad pociskiem ASAT dla MiG-a 31, sugerujące wznowienie prac nad Kontaktem. W 2018 roku opublikowano zaś zdjęcie startu myśliwca MiG-31BM przypominającego MiG-31D z rakietą Kontakt. Nowy Kontakt może być rakietą dwustopniową zdolną do niszczenia satelitów na orbitach od 100 do 500 km. Wiosną 2022 Pentagon i CIA nie były jednak zgodne, co do stanu prac nad nim.

### Systemy podwójnego przeznaczenia
W latach 80. XX wieku w ZSRR rozwijano również systemy ABM o zdolnościach antysatelitarnych. Prace nad systemem A-135 Amur przyspieszyły w drugiej połowie lat 80., ale zakończono je dopiero w 1995. Był on już skomputeryzowany, korzystał z satelitów wczesnego ostrzegania Oko, radarów Dunaj i Don-2N. Zdolności ASAT Amura posiadały ciężkie rakiety egzosferyczne A-925 Azow (ozn. NATO: SH-11/ABM-4 Gorgon) z głowicami jądrowymi. Przyjęto je do służby w 1989, ale wycofano w 2006. Związek Radziecki prowadził również prace nad pociskami z głowicami konwencjonalnymi (Konciepcja-R, Amuliet, Mołnia), ale nigdy nich nie ukończono.
Bardzo wątpliwe są możliwości satelitarne systemów S-300P Faworit (ozn. NATO: SA-20 Gargoyle) i S-400 Triumf (SA-21 Growler), które rzekomo mogłyby zwalczać cele na wysokościach do 200 km. Testy systemów S-400 i S-500 nigdy nie przekroczyły pułapu 35 km. Za realne można uznać możliwości ASAT pocisków 77N6N dla systemu S-500, testowane od połowy 2021. Do osiągów amerykańskich pocisków SM-3IA (użytych jako broń antysatelitarna w 2008) zbliża się też konwencjonalny rosyjski pocisk 46T6/PRS-1M.
Od 2014 roku, tj. od agresji Rosji na Ukrainę i zajęciu Krymu, informacje po stronie Rosji o pracach na nowymi broniami, w tym ASAT, stały się bardzo skąpe. Możliwości ASAT wydawały się mieć:
- projekt Aerostat, producenta pocisków Topol, z rakietami oznaczanymi 103T6 i 106T6, co sugerowało pociski przeciwrakietowe,
- rakiety 14K168/14A045 z NPO Wympieł, oznaczane w umowach jako Burwiestnik (nie mylić z 9M730 o tej samej nazwie), który mógł być nową wersją rakiety Kontakt,
- Niwelir-L (14F150/14K167), prowadzony przez biura Ławoczkin, Nudelman-Richter i ToczMasz, znane z programów kosmicznych.

W drugiej i trzeciej dekadzie XXI wieku za najbardziej zaawansowany nowy pocisk, klasy DA-ASAT, uznawany był 14A042 Nudol, który miał najpewniej stanowić najwyższe piętro systemu A-235. Nie było jednoznaczne wiadomo czy była to broń dedykowana, czy też podwójnego zastosowania. Początek prac nad nim datowany był na rok 2011, gdy w kontraktach biura Ałmaz-Antiej zaczęło pojawiać się oznaczenie całego systemu 14Cz033. Jego wyższość nad poprzednikiem, A-135, leżała w mobilnych wyrzutniach. Przeprowadzone do 2020 roku testy wskazywały, że jest to rakieta dwustopniowa zdolna do rażenia celów do pułapu 1500 km. Potwierdzeniem tego był szeroko komentowany test z 15 listopada 2021, w trakcie którego zniszczono własnego satelitę wojskowego Kosmos 1408, orbitującego na wysokości 500 km.